# Sigh No More
Sigh No More je druhé studiové album německé power metalové skupiny Gamma Ray. Bylo vydáno společností Noise Records 21. září roku 1991. Složení skupiny se od vydání minulého alba změnilo, což se stane trendem a bude to pokračovat až do vydání pátého studiového alba. Tentokrát Uli Kusch nahradil Mathiase Burchardta na bicí a Dirk Schlächter se stává oficiálně členem kapely, ve které hraje na kytaru.

## Seznam skladeb
| Pořadí | Název                   | Autor                                                   | Délka |
| ------ | ----------------------- | ------------------------------------------------------- | ----- |
| 1.     | Changes                 | Kai Hansen, Uwe Wessel, Ralf Scheepers, Dirk Schlächter | 5:43  |
| 2.     | Rich and Famous         | Hansen                                                  | 4:38  |
| 3.     | As Time Goes By         | Hansen, Sielck                                          | 4:41  |
| 4.     | (We won't) Stop The War | Hansen, Wessel                                          | 3:47  |
| 5.     | Father And Son          | Schlächter, Scheepers                                   | 4:25  |
| 6.     | One With The World      | Hansen, Wessel                                          | 4:47  |
| 7.     | Start Running           | Scheepers, Wessel                                       | 3:56  |
| 8.     | Countdown               | Hansen                                                  | 4:15  |
| 9.     | Dream Healer            | Hansen, Scheepers                                       | 6:21  |
| 10.    | The Spirit              | Hansen, Scheepers                                       | 4:17  |

| Japonské vydání | Japonské vydání | Japonské vydání | Japonské vydání |
| Pořadí          | Název           | Autor           | Délka           |
| --------------- | --------------- | --------------- | --------------- |
| 11.             | Sail On (live)  | Hansen          |                 |

| Znovuvydání 2002 | Znovuvydání 2002                      | Znovuvydání 2002              | Znovuvydání 2002 |
| Pořadí           | Název                                 | Autor                         | Délka            |
| ---------------- | ------------------------------------- | ----------------------------- | ---------------- |
| 11.              | Heroes                                | Hansen, Scheepers, Schlächter | 5:00             |
| 13.              | Dream Healer (pre-production version) | Hansen, Scheepers             | 9:36             |
| 14.              | Who Do You Think You Are?             | Hansen, Scheepers             | 5:06             |

## Osoby
- Ralf Scheepers - zpěv
- Kai Hansen - kytara
- Dirk Schlächter - kytara
- Uwe Wessel - basová kytara
- Uli Kusch - bicí

### Hosti
- Piet Sielck
- Ralf Köhler
- Fritz Randow
- Tommy Newton